# Aquino de Bragança
Tomás Aquino Messias de Bragança (Bardez, Índia Portuguesa, 6 de abril de 1924 — Montes Libombos, 19 de outubro de 1986) foi um líder anticolonial, jornalista, diplomata e cientista social goês, radicado em Moçambique.
O seu trabalho de maior destaque foi como líder intelectual dos movimentos de descolonização, sendo um dos principais organizadores e articuladores da Conferência das Organizações Nacionalistas das Colónias Portuguesas. Teve papel fundamental também, juntamente com Ruth First, no estabelecimento do Centro de Estudos Africanos da  Universidade Eduardo Mondlane.

## Biografia
Os pais de Aquino foram João Paulo Proença Bragança e Ana Carlota Praxetes Antónia do Rosário Sousa, ambos de Goa, na Índia Portuguesa. Aquino passou sua infância em Goa, onde realizou os seus estudos primários. Fez os estudos secundários no Liceu de Goa. Em 1945, ingressou no curso de engenharia química na Escola de Dharwad (atual Universidade de Karnatak), na então Índia britânica.

### Desenvolvimento profissional e político
Em 1947, Aquino de Bragança rumou para Moçambique a procura de trabalho. Durante este tempo, ele vivenciou de perto os efeitos da política colonial portuguesa, facto que exerceu uma influência decisiva sobre ele durante o resto da sua vida.
Aquino de Bragança mudou-se para Portugal em 1948, onde mais tarde conheceu o médico Arménio Ferreira e o escritor Orlando da Costa, este de ascendência goesa, que colaboram muito na sua formação política; passou a estudar filosofia na Universidade de Lisboa, tendo frequentado os círculos académicos da Casa dos Estudantes do Império, e do primeiro Centro de Estudos Africanos (precursor de outras várias instituições de mesmo nome) e do Movimento Anticolonial (MAC).

### Reorganização do PPG  e fundação da CONCP
Em 1951, Aquino de Bragança foi para a França. Na Universidade de Granobra estudou física, e na Universidade de Paris estudou matemática. Em ambos os lugares, conheceu estudantes que criticavam o poder colonizador de Portugal, incluindo Mário Pinto de Andrade, Frantz Fanon e Marcelino dos Santos. Desenvolvendo uma forte consciência política de cariz marxista, resgatou os ideais que havia partilhado com Costa, de que as colónias de Goa, Dadrá e Nagar-Aveli, Gogolá, Simbor, ilha de Angediva e Damão e Diu pudessem formar uma nação independente de Portugal.
Através dos vínculos com outros líderes anticoloniais, desenvolveu o grupo designado informalmente como aliança Paris-Casabranca-Argel, embrião da Conferência das Organizações Nacionalistas das Colónias Portuguesas (CONCP).
Em 1957, Aquino de Bragança emigrou para Marrocos, com o convite para ser professor de ciências no país. No país ele casou-se com a sua primeira esposa, Mariana. Ambos os filhos do casal, Radek, nascido em Settat a 30 de novembro de 1959, e Maya em Rabate a 1 de março de 1962, nasceram em Marrocos. A partir de então passou a desenvolver concomitantemente o trabalho de jornalista, escrevendo para a revista Afrique-Asie fundada por Simon Malley, em Paris.
Com o consentimento do rei Maomé V de Marrocos, atuou como secretário do grupo editorial do jornal marroquino de base sindicalista Al Istiklal e como secretário particular de Ben Barka, líder da oposição marroquina, que conheceu em Paris.
Quando o Partido Africano para a Independência da Guiné e Cabo Verde (PAIGC) e o Movimento Popular de Libertação de Angola (MPLA), criaram em 1961 um escritório do CONCP em Rabate para coordenar o trabalho político do movimento de independência das colónias portuguesas, Aquino reorganizou, juntamente com o sindicalista e ativista George Vaz, o histórico Partido Popular de Goa (PPG), que viria coordenar brevemente a luta pela descolonização da Índia Portuguesa. Sua participação na primeira conferência geral da CONCP como líder do PPG, o levou a ser eleito secretário daquela organização guarda-chuva. A Invasão de Goa acaba por frustrar os seus planos de uma nação independente a partir das ex-colónias portuguesas na Índia, encerrando pouco depois as atividades do PPG.

### Empenho com o jornalismo combativo
A família Bragança viveu até 1962 em Marrocos. No mesmo ano, eles mudaram-se para Argel na Argélia. Viveu modestamente durante este período, trabalhando como jornalista. No país, fundou o semanário Révolution Africaine e escreveu para o jornal El Moudjahid.
Nesse momento, o governo de António de Oliveira Salazar tomou conhecimento das suas atividades políticas expedindo um mandado de prisão para a Polícia Internacional e de Defesa do Estado (PIDE), datada de 14 de março de 1962. Todas as suas atividades foram monitorizadas pela PIDE e registadas nos relatórios regulares.
Entre 3 a 8 de outubro de 1965, Aquino organiza, juntamente com Mário Pinto de Andrade (MPLA) e Amália Fonseca, a segunda conferência geral da CONCP em Dá es Salã, que marcou a eleição de Agostinho Neto como secretário-geral. Participou como autor e coautor junto com Pascoal Mucumbi e Edmundo Rocha dos documentos da conferência (por exemplo, A situação política em Portugal e Lutas de libertação nas colónias portuguesas).
Por recomendação de Simon Malley, assumiu, em 1969, a tarefa de comentador sobre as questões das colónias portuguesas desde 1969 para a revista Africasia, que mais tarde se tornou a revista Afrique-Asie. Juntamente com Immanuel Wallerstein e Melo Antunes, surgiu o trabalho de três volumes Quem é o inimigo?, tratando das questões-chave do colonialismo.
Dado o seu perfil combativo como jornalista na Argélia, Aquino de Bragança foi convidado a ser o fundador da Escola Argelense de Jornalismo, onde lecionou os cursos de sociologia do jornalismo. Nesse período serviu como conselheiro de Mário Pinto de Andrade, Ahmed Ben Bella, Amílcar Cabral, Samora Machel, Agostinho Neto e Eduardo Mondlane.

### Filiação à FRELIMO e carreira diplomática
Após a Revolução dos Cravos em 1974, em Portugal, Aquino de Bragança decidiu intensificar o seu envolvimento em Moçambique, filiando-se a Frente de Libertação de Moçambique (FRELIMO). Foi, portanto, comissionado por Samora Machel, em maio de 1974, com a missão de formar alianças diplomáticas em Portugal pela descolonização de Moçambique.
Isso levou a encontros com os ministros Ernesto Melo Antunes e António de Almeida Santos e aos primeiros contactos oficiais com Mário Soares, que havia conhecido anteriormente em Paris. Aquino de Bragança apresentou as primeiras conversações oficiais em nome da sua futura pátria de Moçambique com as novas forças políticas do antigo poder colonial, Portugal. Como resultado, desenvolveu intensos contactos de trabalho entre os dois lados, que foram em grande parte conduzidos por Vítor Manuel Trigueiros Crespo pelo lado português e por Joaquim Chissano e Aquino de Bragança pelo lado moçambicano. Em setembro de 1974, os representantes de ambos os lados se reuniram em Lusaca para novas negociações.

### Conselheiro de Estado e professor da UEM
Após a independência de Moçambique e a vitória política da FRELIMO, Aquino de Bragança renunciou a uma possível pasta ministerial no governo de Samora Machel. Em vez disso, assumiu o cargo de conselheiro de Estado.
Fundou em 1975, o Centro de Estudos Africanos da Universidade Eduardo Mondlane (UEM). No ano seguinte foi nomeado diretor da área de investigação da UEM. Os estudos estavam preocupados com as questões de desenvolvimento em Moçambique e a situação da vizinha Rodésia. A jornalista e socióloga sul-africana Ruth First assumiu o cargo de diretora de investigação da UEM em 1977, com a missão de reunir um grupo internacional de cientistas sociais que montariam os cursos de ciências sociais da universidade e reorganizariam Centro de Estudos Africanos, com First fazendo de Aquino o seu braço direito.
No assassinato de Ruth First em 1982, nas instalações da universidade pelo uso de uma carta-bomba de origem sul-africana, Aquino ficou gravemente ferido; First morreu instantaneamente por esse ataque.
O relacionamento de confiança estabelecido com Samora Machel deu-lhe um lugar especial na era pós-colonial em Moçambique. Dentro do governo, Aquino de Bragança recebeu a alcunha de "submarino", aparentemente por sua capacidade de trabalhar nos bastidores. Perguntado sobre o seu credo político, ele se descreveu como um "anti-anticomunista".

## Morte
Aquino de Bragança morreu a 19 de outubro de 1986 num acidente de avião Tupolev Tu-134 nos Montes Libombos, perto da fronteira entre Moçambique e a África do Sul. Com ele a bordo no avião, estava o presidente Samora Machel e outros trinta e três altos funcionários do país. As causas do acidente nunca foram claras. Antes da sua morte, Bragança trabalhou na preparação de um encontro entre o ministro sul-africano dos Negócios Estrangeiros, Pik Botha e Samora Machel, o que poderia resultar na redução dos conflitos entre os dois países.

## Vida pessoal
Aquino de Bragança foi casado com Mariana Bragança. Deste casamento nasceram dois filhos: o menino Radek (30 de novembro de 1959) e a menina Maya (1 de março de 1962). A 23 de maio de 1979, a sua primeira esposa morreu depois de uma batalha contra o cancro. O seu segundo casamento, com a pintora e pedagoga Sílvia do Rosário da Silveira, ocorreu a 22 de setembro de 1984. Ambos se conheceram um ano antes em Lisboa.[carece de fontes?]